# Estação Martim Moniz
Martim Moniz (Socorro até 1998) é uma estação do Metropolitano de Lisboa. Situa-se no concelho de Lisboa, em Portugal, entre as estações Intendente e Rossio da Linha Verde. Foi inaugurada a 28 de setembro de 1966 em conjunto com as estações Anjos e Intendente, no âmbito da expansão desta linha à zona dos Anjos.

## Descrição
Esta estação está localizada na extremidade sul da Rua da Palma, servindo a zona da Praça Martim Moniz e possibilitando o acesso ao Castelo de São Jorge e ao Hospital de São José. O projeto arquitetónico original (1966) é da autoria do arquiteto Dinis Gomes e as intervenções plásticas da pintora Maria Keil.

## Ampliação

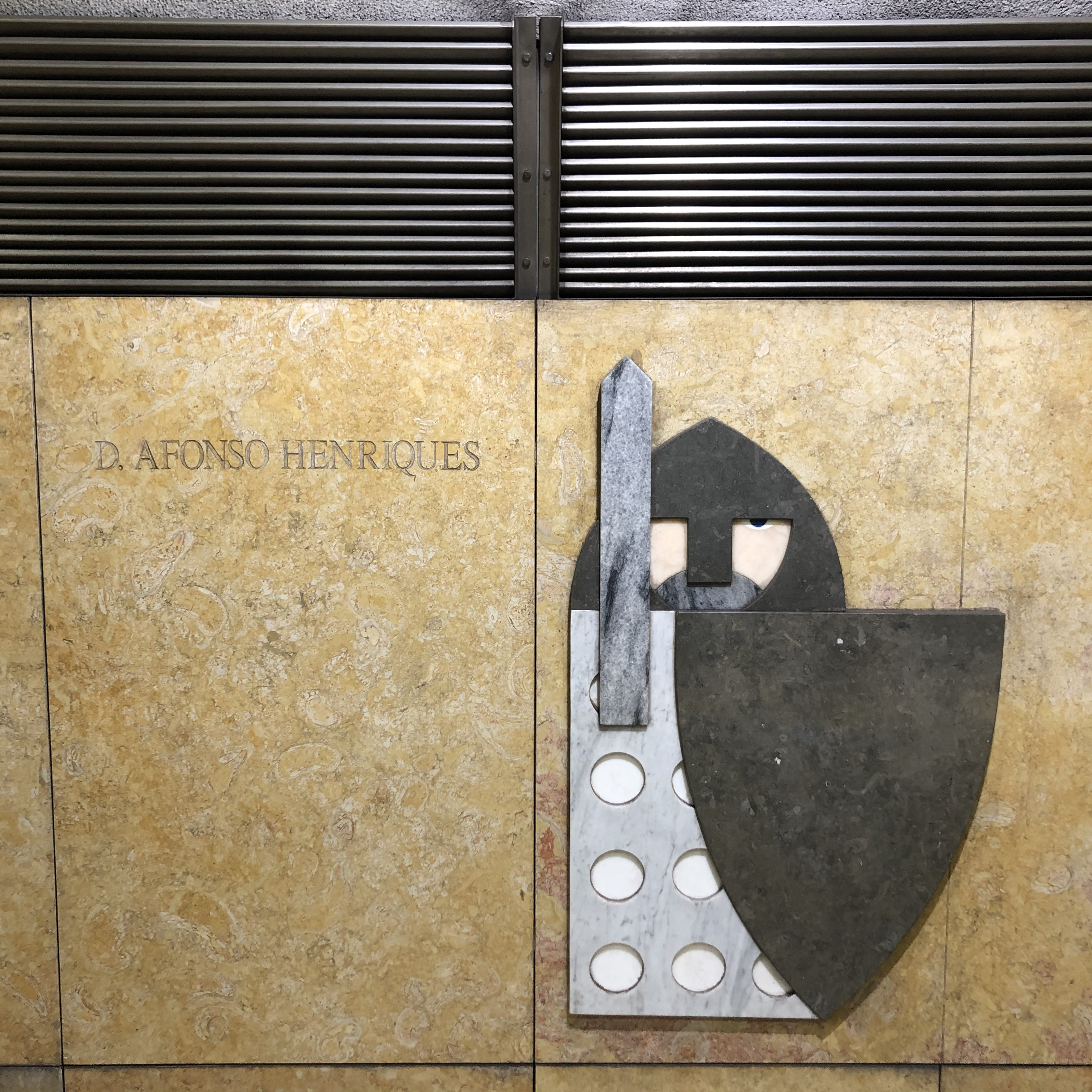
Pormenor da intervenção artística retratando Dom Afonso Henriques

A 10 de maio de 1997 foi concluída o prolongamento das plataformas e a remodelação completa da estação, com base num projeto arquitetónico da autoria do arquiteto Paulo Brito da Silva e as intervenções plásticas dos artistas plásticos José João Brito (plataformas) e Gracinda Candeias (átrio). Em 2017 esta última artista apresentou queixa pública contra a administração do Metropolitano de Lisboa pela desmontagem parcial da sua obra de azulejaria na estação.

## Acessos
Esta estação conta com três acessos pedonais:
- Acesso 1 - está localizado na extremidade norte da Praça do Martim Moniz, na zona central da mesma. Está direcionado para sul e conta com escadas pedonais.
- Acesso 2 - está localizado na extremidade norte da Praça do Martim Moniz, no passeio poente da mesma. Está direcionado para sul e conta com escadas pedonais.
- Acesso 3 - está localizado na extremidade norte da Praça do Martim Moniz, na esquina entre a Rua da Palma e a Rua Fernandes da Fonseca, e permite o acesso direto subterrâneo ao Centro Comercial da Mouraria através de escadas pedonais.